# Rengma
Rengma és un grup de muntanyes del conjunt de les muntanyes Naga (Naga Hills) a Nagaland i Assam, una branca de les muntanyes Mikir (Mikir Hills) entre els rius Yamuna i Kaliani amb una altura entre 600 i 900 metres; les vessants són escalonades i tapades amb densa jungla. Està habitat pels regnma naga, un subgrup dels nagues que els britànics consideraven un pel més oberts a la civilització, molt propers en costum i aspecte als mikirs (karbis) que vivien al nord. Els nagues havien emigrat des dels seus poblats originals a l'est del riu Dhaneswari (Dhansiri) on una part del grup va restar.